# Större kaninpunggrävling
Större kaninpunggrävling (Macrotis lagotis) är ett pungdjur i ordningen grävlingpungdjur (Peramelemorphia) och den enda recenta arten i familjen kaninpunggrävlingar. Artens närmaste släkting, mindre kaninpunggrävling, dog ut under 1900-talet.
Artepitetet i det vetenskapliga namnet är bildat av de grekiska orden lagos (hare) och otous (öra). Det syftar på öronen som liknar harens öron. Ursprungligen hade epitet en annan betydelse än släktnamnet på grund av att arten listades i släktet Perameles.

## Kännetecken
Liksom andra grävlingpungdjur har arten en robust kropp och en påfallande lång nos. Kroppslängden ligger mellan 29 och 55 cm och därtill kommer en 20 till 29 cm lång svans. Vikten ligger mellan 0,6 och 2,5 kg, hannar blir betydligt tyngre än honor. Den långa pälsen är på ovansidan gråblå till ljusgrå och på buken vitaktig. Svansens främre del är svart och spetsen vit, där finns även en liten tofs. Den långa nosen saknar hår och de långa spetsiga öronen bär fina hår. Vid de främre fötterna finns tre klor som används för att gräva i marken. Bakbenen är förlängda och djuret hoppar liksom en känguru.

## Utbredning och habitat
Ursprungligen förekom större kaninpunggrävling över 70 % av Australiens territorium och den hade varierande habitat som skogar, savanner, buskmarker och ökenområden. Numera lever den bara i torra regioner i centrala Australien. Vilda populationer finns till exempel i Tanami Desert i Northern Territory, i Gibson Desert och Great Sandy Desert i Western Australia samt vid några isolerade ställen i sydvästra Queensland.

## Levnadssätt
Större kaninpunggrävling är aktiv på natten och gömmer sig på dagen i underjordiska bon. Bon byggs själv och ligger delvis två meter under markytan. När individerna sover sitter de på sina bakre extremiteter och gömmer nosen mellan de främre extremiteterna, ögonen täcks med de långa öronen. Artens rörelse påminner om hardjurens skuttande.
Individerna lever vanligen ensamma och oftast hittas bara en individ i bon. Ett djur kan ha flera bon. Sällan lever de i par.
Arten är allätare som vanligen gräver efter föda i marken. Födan utgörs främst av insekter och deras larver (även termiter) men större kaninpunggrävling äter även mindre ryggradsdjur och underjordiska växtdelar. Den behöver inte dricka och vätskebehovet täcks av födan.

## Fortplantning
Honor har en pung med åtta spenar och öppningen bakåt. Numera finns inga särskilda parningstider men tidigare hade populationer i tempererade regioner sin parningstid mellan mars och maj. Honor kan ha upp till fyra kullar per år. Dräktigheten varar i ungefär 14 dagar och sedan föder honan vanligen en eller två ungar (sällan upp till fyra). Liksom hos andra pungdjur är ungarna inte full utvecklade vid födelsen, de lever därför cirka 75 till 80 dagar i pungen. Sedan stannar de ytterligare två veckor i honans bo innan de avvänjas. Könsmognaden infaller för honor 175 till 220 dagar efter födelsen och för hannar efter 270 till 420 dagar. Den äldsta kända individen i fångenskap blev tio år gammal (vanlig är 6 till 7 år). Livslängden i naturen är okänd.

## Hot och skyddsåtgärder
Fram till början av 1900-talet var större kaninpunggrävling vanlig i stora delar av Australien men sedan minskade populationen snabbt. Det berodde främst på jakt för pälsens skull, på införda rovdjur som katter och rödrävar, på introducerade konkurrenter som vildkaniner och på levnadsområdets omvandling till jordbruks- och betesmark. Idag förekommer arten bara i avlägsna glesbyggdområden där det saknas rävar. IUCN uppskattar beståndet med 10 000 individer och lister arten som såbar (vulnerable).
Större kaninpunggrävling är i Australien laglig skyddad. Det finns flera avelsprogram som ska återinföra arten i olika Nationalparker eller på flera andra ställen i Queensland, New South Wales, South Australia och Western Australia. Alla projekt koordineras av den australiska staten genom ett övergripande skyddsprogram.
Sedan 1970-talet produceras i begränsat antal chokladfigurer som föreställer större kaninpunggrävlingen som ett alternativ till påskharar. En del av inkomsterna från dessa figurer överlämnas vanligen till program för artens skydd.

### Fotnoter
1. 1 2 3  Macrotis lagotis på IUCN:s rödlista, auktor: Burbidge, A.A. & Woinarski, J. 2015, besökt 16 mars 2023.
2. ↑  Conder & Strahan, red (2007). ”Macropus lagotis”. Dictionary of Australian and New Guinean Mammals. CSIRO PUBLISHING. sid. 74. ISBN 978-0-643-10006-0
3. 1 2 3 4 5  Nowak, R. M. (1999) sid. 71-72 online
4. 1 2 3 4 5 6  Brown, E. and P. Myers. 2010 Macrotis lagotis på Animal Diversity Web (engelska), besökt 3 januari 2011.
5. ↑  National Recovery Plan for the Greater Bilby (engelska) PDF
6. ↑  The Australian Bilby Appreciation Society Arkiverad 6 augusti 2008 hämtat från the Wayback Machine. med avbildningar av större kaninpunggrävling som chokladfigur